# Chlum (Rokycany)
Chlum è un comune della Repubblica Ceca facente parte del distretto di Rokycany, nella regione di Plzeň.